# Onthophagus cuniculus
Onthophagus cuniculus là một loài bọ cánh cứng trong họ Bọ hung (Scarabaeidae).